# Invasione delle Isole Curili
L'Invasione delle Isole Curili (in russo Курильская десантная операция?    " Operazione di sbarco delle Isole Curili) fu l'operazione militare sovietica della seconda guerra mondiale per impadronirsi delle Isole Curili, che erano territorio dell'Giappone nel 1945. L'invasione faceva parte dell'invasione sovietica della Manciuria e fu decisa quando da parte sovietica furono abbandonati i piani per sbarcare sull'isola di Hokkaido. Le operazioni militari coronate da successo dell'Armata Rossa a Mudanjiang e durante l'invasione del Sud Sakhalin furono i prerequisiti necessari per l'invasione delle Isole Curili.

## Premesse

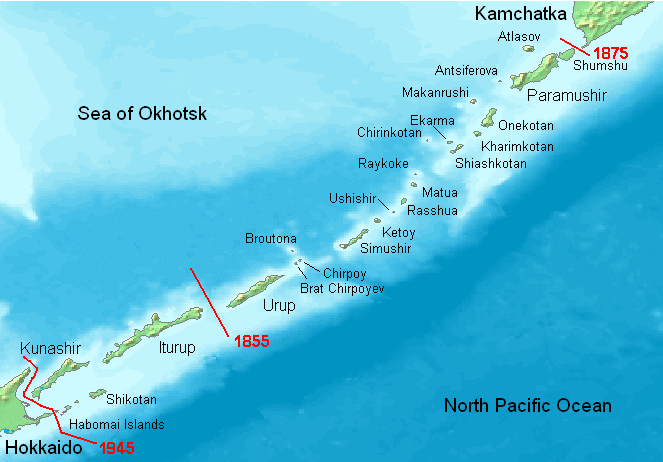
Le Isole Curili

Le intenzioni sovietiche erano quelle di non impegnare le forze nell'area Pacifica fino a che non fossero concluse le operazioni contro i tedeschi in Europa; nondimeno, anche concretizzandosi questi presupposti, i sovietici non avevano né l'esperienza né i mezzi per montare una importante operazione anfibia. 

In una lettera a Roosevelt, Stalin scrisse 
In questo vennero in aiuto gli statunitensi, con quello che venne denominato Progetto Hula, l'addestramento di 12000 marinai sovietici su mezzi navali statunitensi e la loro cessione in vista di un loro utilizzo in una importante operazione anfibia che stornasse l'attenzione e parte delle forze giapponesi da Honshū e Kyūshū in vista dell'operazione Downfall. Questo non era il primo esempio di cooperazione addestrativa tra USA e URSS, visto che già nell'operazione Zebra parecchi aviatori sovietici erano stati addestrati nell'uso dei pattugliatori Catalina PBY alla Elizabeth City Naval Air Station, North Carolina. Comunque l'ammiraglio Kusnecov, comandante della Voienno Morskoi Flot e l'ammiraglio Leahy, Chief of Naval Operations (l'equivalente di capo di stato maggiore della marina USA), concordarono un piano di cessione per circa 250 navi di vari tipi e dimensioni, dai cacciasommergibili alle fregate antisom e ai mezzi da sbarco, oltre che all'addestramento degli equipaggi da compiersi nelle isole Aleutine, a Dutch Harbor per conciliare segretezza e familiarità dei marinai sovietici con i luoghi di addestramento. Il piano iniziale prevedeva 180 navi prima del 1 novembre 1945, anche se i numeri sono diversi a seconda dei momenti e delle vicende belliche; comunque le 30 fregate di scorta, i 24 dragamine d'altura, i 36 dragamine costieri in legno, i 56 battelli antisommergibile e i 30 mezzi da sbarco previsti oltre a quattro battelli officina, erano un reale potenziamento della marina sovietica nel settore che la metteva in grado di eseguire delle operazioni di sbarco, almeno nei mezzi se non nella dottrina.

## Ordine di battaglia
Unione Sovietica
- 2° fronte dell'Estremo Oriente 
  - 87º Corpo fucilieri 
    - 355ª Divisione fucilieri

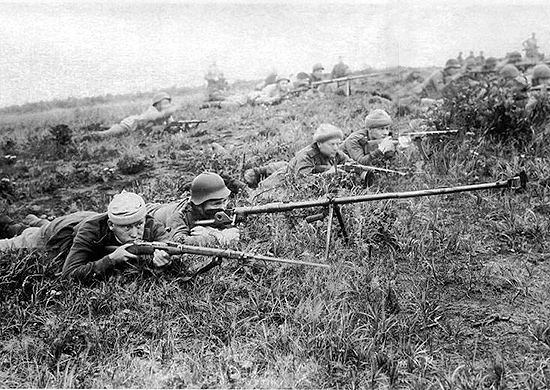
Fanteria sovietica sull'isola di Shumshu: il soldato in primo piano adopera una versione carabina del Mosin-Nagant, il commilitone alla sua sinistra impugna un fucile anticarro PTRD-41. In secondo piano, in alto al centro, un altro militare è dotato della stessa arma. Gli altri uomini imbracciano mitra PPŠ-41.

    - 2ª Brigata fucilieri indipendente
    - 113ª brigata fucilieri indipendente

  - Area di difesa della Kamchatka 
    - 101ª divisione fucilieri
    - Battaglione Fanti di Marina
    - Reggimento di artiglieria campale
    - 128ª Divisione Aerea Mista (78 aeromobili)
- Flotta del Pacifico sovietico (operante dalla base navale di Paul) 
  - 60 navi e imbarcazioni
  - 2º reggimento di bombardieri dell'aviazione navale
  - Batteria di artiglieria costiera

Giappone imperiale
- 5a Area d'Armata dell'Esercito Imperiale 
  - 27ª Armata 
    - 91ª divisione di fanteria (sulle isole di Shumshu, Paramushir Onekotan)
    - 89ª divisione di fanteria (sulle isole di Iturup, Kunashir, la Piccola Cresta di Curil)
    - 11º Reggimento Carri (Shumshu, Paramushiro)
    - 31º reggimento di difesa aerea (Shumshu)
    - 41º Reggimento misto indipendente (su Matua)
    - 129ª brigata indipendente di fanteria (su Urup)

## Battaglia
L'operazione ebbe luogo tra il 18 agosto e il 1 settembre. L'attacco venne compiuto dall'87º Corpo fucilieri (tenente generale delle Guardie A.S. Ksenofontov) della 16ª armata (tenente generale LG Cheremisov), dal 2° Fronte dell'Estremo Oriente, ed elementi della zona di difesa della Kamchatka (comandante maggiore Aleksej Romanovič Gnečko). Navi e trasporti furono forniti dalla base militare di Petropavlovsk (Capitano Dmitry Grigorievich Ponomariov). Anche la 128ª divisione aerea fornì supporto.
Le isole erano occupate riepettivamente da 91ª divisione di fanteria giapponese (Shiashkotan, Paramushir, Shumshu e Onekotan), 42ª divisione (Shimushiro), 41º reggimento indipendente (isola di Matua), 129ª brigata indipendente (isola di Urup) e 89ª divisione di fanteria (Iturup e Kunashiri). Il comandante giapponese era il tenente generale Tsutsumi Fusaki.
La ricognizione iniziale fu intrapresa il 18 agosto da un distaccamento della 113ª brigata separata di fucilieri (capitano-tenente G.I. Brunshtein), trasportata da due pescherecci posamine (ТЩ-589 e ТЩ-590) nella baia di Rubetzu sull'isola di Iturup. Gli sbarchi su Iturup furono condotti dalla 355ª divisione fucilieri, che sbarcò anche sull'isola più piccola di Urup.

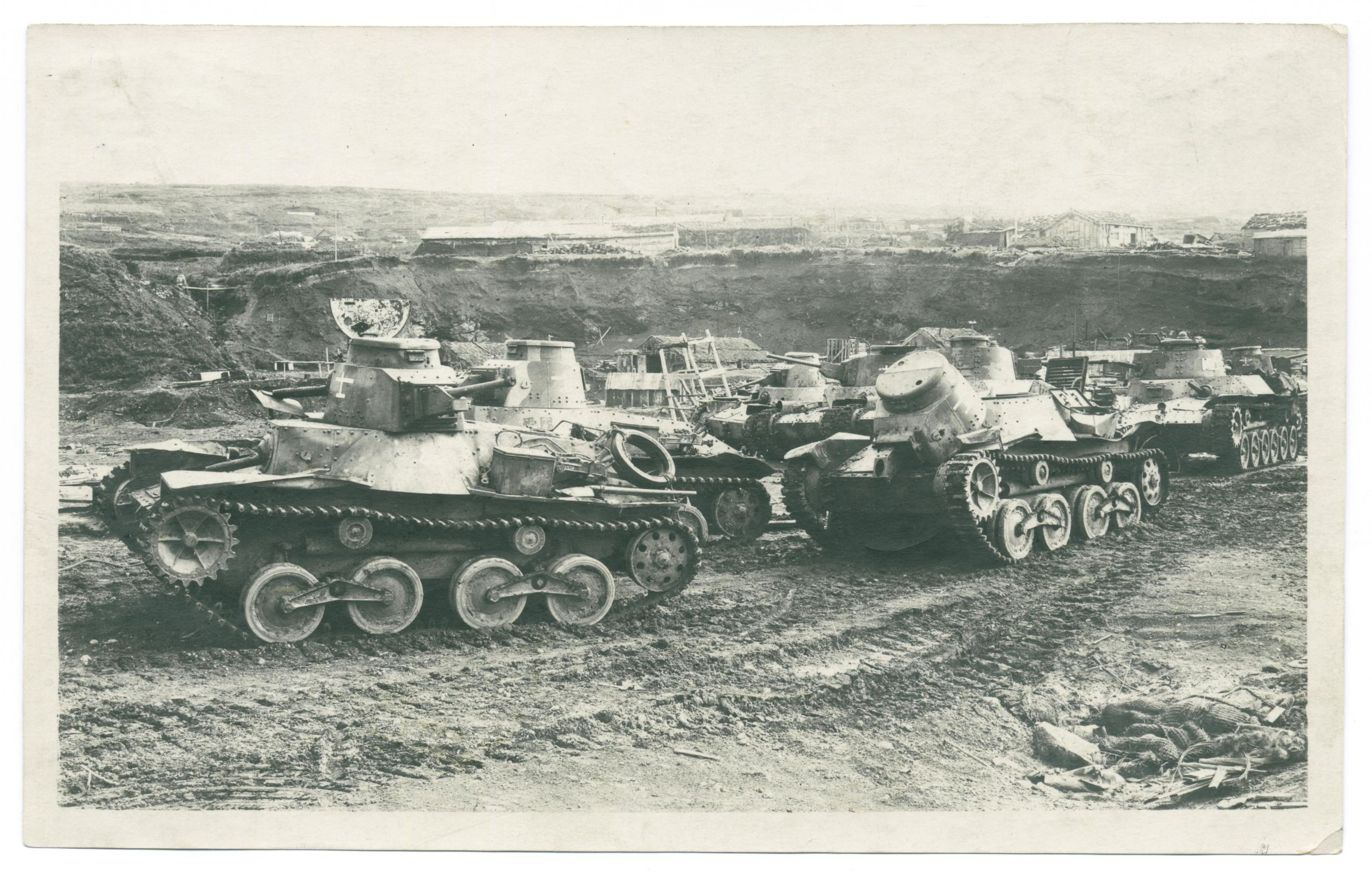
Carri armati giapponesi danneggiati Type 95 Ha-Go e, più indietro, Type 97 Chi-Ha, dopo la resa del 23 agosto a Šumšu.

La battaglia di Šumšu fu lo scontro più duro, combattuta tra il 18 e il 23 agosto 1945 e vide una forza anfibia sovietica agli ordini del generale Gnečko lanciare il 18 agosto l'invasione dell'isola di Šumšu, la più settentrionale dell'arcipelago delle Isole Curili. L'inesperienza dell'Armata Rossa in fatto di operazioni anfibie provocò notevoli difficoltà e forti perdite ai reparti sbarcati, anche se i tentativi di contrattacco giapponesi furono respinti; al termine del 18 agosto i sovietici erano riusciti a stabilire una solida testa di ponte, che consentì loro di sbarcare l'artiglieria pesante con cui piegare i capisaldi giapponesi.
Il 23 agosto, alle guarnigioni giapponesi di 20 000 uomini sulle isole fu ordinato di arrendersi come parte della resa generale del Giappone. Tuttavia, alcune delle forze della guarnigione ignorarono questo ordine e continuarono a resistere all'occupazione sovietica.
Dal 22 al 28 agosto, le truppe dell'area di difesa della Kamchatka occuparono le Isole Curili da Urup a nord.
Il 1º settembre, elementi dell'87º Corpo fucilieri furono fatti sbarcare da motosiluranti, pescherecci posamine e trasporti (in partenza da Otomari) su Kunashir e Shikotan, nelle isole Curili meridionali. Questo assalto anfibio mirava a sfondare la resistenza giapponese. Il 4 settembre, l'87º Corpo fucilieri occupò cinque isole minori (Sibotzu, Taraku-Shima, Uri-Shima, Akiuri e Suiseto).
Dopo il 4 settembre, le forze sovietiche occuparono il resto delle Isole Curili senza ulteriore resistenza.
Le isole rimasero parte della Russia dopo lo scioglimento dell'Unione Sovietica, tuttavia il loro vero status giuridico rimane in discussione come parte della disputa sulle Isole Curili tra Russia, Giappone e altre parti.